# پریت وویگماست
پریت وویگماست (استونیایی: Priit Võigemast؛ زادهٔ ۱۸ آوریل ۱۹۸۰) بازیگر، کارگردان نمایش و موسیقی‌دان اهل استونی است. وی از سال ۲۰۰۲ میلادی تاکنون مشغول فعالیت بوده‌است.
از فیلم‌هایی که وی در آن نقش داشته‌است می‌توان به حقیقت و عدالت و نام‌هایی بر لوح مرمرین اشاره کرد.